# Bajót, Komárom-Esztergom
Bajót  este un sat în districtul Esztergom, județul Komárom-Esztergom, Ungaria, având o populație de 1.613 locuitori (2011). 

## Demografie
Componența etnică a satului Bajót
     Maghiari (86,27%)
     Romi (12,66%)
     Necunoscut (0,25%)
     Alții (0,82%)
Componența confesională a satului Bajót
     Romano-catolici (60,45%)
     Fără religie (9,42%)
     Reformați (2,48%)
     Necunoscută (25,73%)
     Alte religii (4,34%)
Conform recensământului din 2011, satul Bajót avea 1.613 locuitori. Din punct de vedere etnic, majoritatea locuitorilor (86,27%) erau maghiari, cu o minoritate de romi (12,66%). Apartenența etnică nu este cunoscută în cazul a 0,25% din locuitori.  Din punct de vedere confesional, majoritatea locuitorilor (60,45%) erau romano-catolici, existând și minorități de persoane fără religie (9,42%) și reformați (2,48%). Pentru 25,73% din locuitori nu este cunoscută apartenența confesională.